# Stazione di Montignoso
Stazione di Montignoso vasútállomás Olaszországban, Montignoso településen.

## Vasútvonalak
Az állomást az alábbi vasútvonalak érintik:
- Pisa–La Spezia–Genova-vasútvonal

## Kapcsolódó állomások
A vasútállomáshoz az alábbi állomások vannak a legközelebb:
- Stazione di Forte dei Marmi-Seravezza-Querceta
- Stazione di Massa Centro